# 望月哲也
望月 哲也（もちづき てつや、1973年9月1日 - ）は、日本の声楽家（テノール）。国立音楽大学・同大学院准教授。東京都府中市出身。国際的なテノール歌手エルンスト・ヘフリガー最晩年の愛弟子のひとり。二期会会員。

## 経歴
府中市立府中第二中学校、東京都立府中西高等学校を経て、東京芸術大学音楽学部声楽科を卒業。大学在学中に安宅賞、松田トシ賞を受賞した。東京芸術大学大学院音楽研究科修士課程オペラ科修了。大学院入学時にNTTドコモより奨学金を授与された。その後、二期会オペラスタジオに入所し、修了時に最優秀賞、川崎靜子賞を受賞。第35回日伊声楽コンコルソ第3位、第11回奏楽堂日本歌曲コンクール第2位、第70回日本音楽コンクールオペラ・アリア部門第2位入賞など、数多くの受賞歴を持つ。

## 活動歴
これまでに《魔笛》《コジ・ファン・トゥッテ》《こうもり》《椿姫》《愛の妙薬》などに出演経験がある。2002年には小澤征爾音楽塾オペラプロジェクトに参加し、《ドン・ジョヴァンニ》（演奏会形式）のドン・オッターヴィオ役で出演、また、二期会公演《ポッペアの戴冠》ではネローネ役を演じる。2004年7月の二期会公演《ドン・ジョヴァンニ》（宮本亜門演出）にも出演した。
レパートリーは、通常のオペラ・声楽作品にとどまらず、宗教音楽の分野でも評価が高い。望月の師匠であるエルンスト・ヘフリガーは生前、エヴァンゲリスト歌手として世界的な名声を得ていたが、望月も師匠に倣って、バッハ《マタイ受難曲》《ヨハネ受難曲》《クリスマス・オラトリオ》のエヴァンゲリストや、ヘンデル《メサイア》ベートーヴェン《ミサ・ソレムニス》などの公演にも多数出演している。ウォルフガング・サヴァリッシュ指揮のNHK交響楽団など、著名な指揮者・オーケストラとの共演も多い。